# Номенклатор
Номенклатор (лат. nomenclātor від nomen "ім'я" і calare "називати") — в Римській імперії спеціальний раб, вільновідпущеник, рідше слуга, в обов'язки якого входило підказувати своєму пану (з патриціїв) імена панів, що вітали його на вулиці, і імена рабів і слуг будинку.
Номенклатор повинен був мати гарну пам'ять.
Також номенклатори в багатих будинках відбирали з натовпу клієнтів тих, хто буде запрошений на обід до пана , а також називав назви поданих страв під час прийому. 